# Tour revolver
Pour les articles homonymes, voir tour.

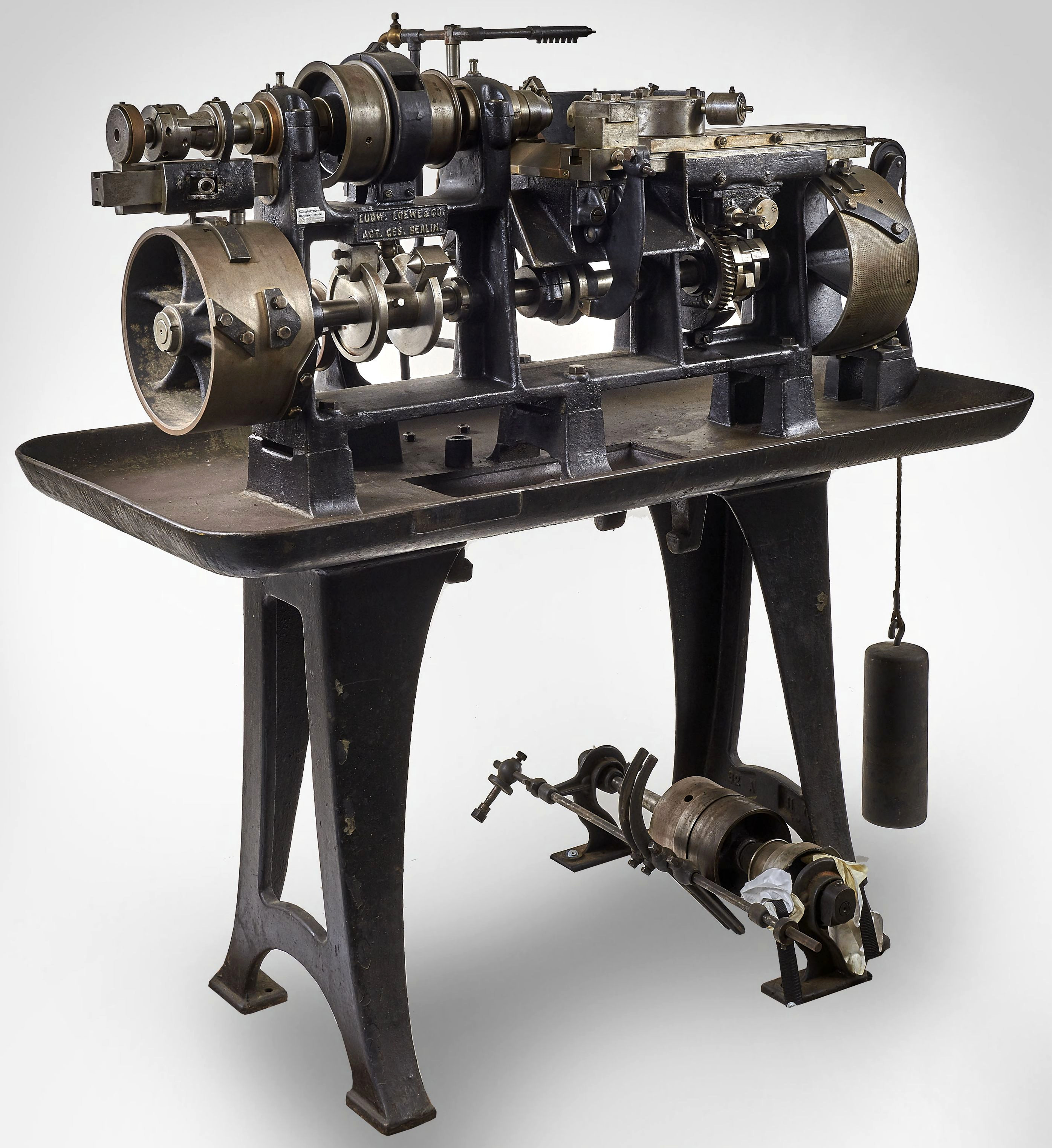
Un tour revolver allemand.

Le tour revolver ou tour à tourelle revolver est conçu pour usiner des pièces prises dans une barre ou reprises sur plateau après un précédent usinage.

## But de la conception
- comporter un grand nombre d’outils,
- régler les outils une seule fois entre deux affûtages,
- faire agir les outils les uns après les autres,
- retrouver les outils dans la même position de réglage à chaque cycle,
- courses des outils limitées par des butées commandées,
- mise en place de la pièce est blocage rapide.

## Construction
- Le socle,
- la poupée fixe qui supporte la pièce et assure son entraînement en rotation,
- le banc à glissières,
- un trainard ou qui supporte deux tourelles porte-outils qui se déplace transversalement à l’axe de la machine,
- une tourelle revolver qui se déplace parallèlement à l’axe du tour et qui supporte une série d’outils et qui pivote à la manière d’un barillet, présentant un outil à chaque manœuvre arrière,
- une barre de chariotage,
- des leviers de commande chariot et tourelle,
- des butées réglables,

### Types de tours
- Les petits tours revolvers sont à commandes manuelles ; la tourelle est actionnée par cabestan (manivelle à quatre bras), le chariot transversal à l’aide d’un levier et le trainard à l’aide d’un volant. Le serrage de la barre set commandé manuellement par un levier.

- Les tours revolvers semi-automatiques à outils multiples ont des mouvements d’avance automatique. Ces avances sont automatiquement débrayées par les butées réglables.

### Tourelle revolver
Les principaux outils, montés sur la tourelle (cylindrique ou hexagonale), sont présentés un à un devant la pièce à chaque rotation. Selon la phase de travail, ces outils peuvent être un foret à centrer, un foret, un alésoir, un taraud, un outil à chanfreiner, etc.
L’avance est produit par un volant et chaque mouvement arrière provoque la rotation de la tourelle et du barillet des vis de butée (course réglée pour chaque outil).

### Porte-outils avant et arrière
Deux porte-outils sont montés sur le chariot qui se déplace sur le trainard. Comme pour la tourelle, la course est limitée par des butées réglables. Les outils peuvent travailler en chariotage ou en plongée, le mouvement peut être exécuter manuellement ou au moyen de la barre de chariotage.

## Emploi
L’emploi de ce type de tour est réservé pour l’usinage de série de pièces dont le temps d’exécution sera plus court que sur un tour conventionnel en dépit du nombre de réglages et du temps de préparation. Son emploi est également limité à un certain diamètre de pièce.

## Sources et références
- Cours de technologie générale des mécaniciens, classe de 1re, lycée technique.
- Cours de perfectionnement au BP-dessin et BTS-BE, Automobiles Peugeot, Sochaux.